# Anna Smith
Anna Smith es una jugadora de tenis profesional que representa al Reino Unido. Ella ha ganado cinco títulos ITF, 26 títulos ITF en dobles y alcanzó un récord personal en el ranking WTA como no. 262 del mundo, logrado el 9 de agosto de 2010. En dobles alcanzó número 67 del mundo, que llegó el 22 de febrero de 2016.

## Títulos WTA (1; 0+1)

### Dobles (1)
| Leyenda                    |
| -------------------------- |
| Grand Slam (0)             |
| Juegos Olímpicos (0)       |
| WTA Tour Championships (0) |
| Premier Mandatory (0)      |
| Premier 5 (0)              |
| Premier (0)                |
| International (1)          |

| N.º | Fecha              | Torneo    | Superficie    | Pareja          | Oponentes en la final            | Resultado        |
| --- | ------------------ | --------- | ------------- | --------------- | -------------------------------- | ---------------- |
| 1.  | 27 de mayo de 2017 | Núremberg | Tierra batida | Nicole Melichar | Kirsten Flipkens Johanna Larsson | 3-6, 6-3, [11-9] |

#### Finalista (5)
| N.º | Fecha                    | Torneo                | Superficie    | Pareja          | Oponentes en la final             | Resultado        |
| --- | ------------------------ | --------------------- | ------------- | --------------- | --------------------------------- | ---------------- |
| 1.  | 20 de julio de 2014      | Bastad                | Tierra batida | Jocelyn Rae     | Andreja Klepač María Teresa Torró | 1-6, 1-6         |
| 2.  | 15 de junio de 2015      | Nottingham            | Hierba        | Jocelyn Rae     | Raquel Kops-Jones Abigail Spears  | 6-3, 3-6, [9-11] |
| 3.  | 18 de septiembre de 2016 | Tokio (International) | Dura          | Jocelyn Rae     | Shuko Aoyama Makoto Ninomiya      | 3-6, 3-6         |
| 4.  | 20 de octubre de 2017    | Moscú                 | Dura (i)      | Nicole Melichar | Tímea Babos Andrea Hlaváčková     | 2-6, 6-3, [3-10] |
| 5.  | 29 de agosto de 2018     | Estambul              | Tierra batida | Xenia Knoll     | Chen Liang Shuai Zhang            | 4-6, 4-6         |

## Títulos ITF

### Individual (5)
| Torneos de $100,000 |
| Torneos de $75,000  |
| Torneos de $50,000  |
| Torneos de $25,000  |
| Torneos de $15,000  |
| Torneos de $10,000  |

| N.º | Fecha                    | Torneo                   | Superficie | Oponentes        | Resultado     |
| --- | ------------------------ | ------------------------ | ---------- | ---------------- | ------------- |
| 1.  | 19 de septiembre de 2006 | Nottingham, Reino Unido  | Dura       | Georgie Stoop    | 6-1, 6-4      |
| 2.  | 12 de agosto de 2008     | Cumberland, Reino Unido  | Dura       | Rebecca Marino   | 6-3, 3-6, 7-5 |
| 3.  | 7 de julio de 2009       | Felixstowe, Reino Unido  | Hierba     | Tímea Babos      | 7-5, 3-6, 6-4 |
| 4.  | 10 de noviembre de 2013  | Loughborough,Reino Unido | Dura (i)   | Klaartje Liebens | 6-3, 7-5      |
| 5.  | 17 de marzo de 2014      | Heraklion, Grecia        | Dura       | Xenia Knoll      | 6-1, 6-3      |

### Finales (5)
| N.º | Fecha                    | Torneo                  | Superficie | Oponentes         | Resultado     |
| --- | ------------------------ | ----------------------- | ---------- | ----------------- | ------------- |
| 1.  | 1 de agosto de 2006      | Ilkley, Reino Unido     | Hierba     | Anna Fitzpatrick  | 4-6, 3-6      |
| 2.  | 6 de marzo de 2007       | Hamilton, Nueva Zelanda | Dura       | Erika Sema        | 3-6, 5-7      |
| 3.  | 18 de septiembre de 2007 | Nottingham, Reino Unido | Dura       | Pauline Wong      | 5-7, 2-6      |
| 4.  | 24 de marzo de 2010      | Jersey, Reino Unido     | Dura (i)   | Johanna Larsson   | 2-6, 3-6      |
| 5.  | 29 de abril de 2013      | Edinburgh, Reino Unido  | Arcilla    | Laetitia Sarrazin | 5-7, 7-6, 2-6 |

### Dobles (26)
| Torneos de $100,000 |
| Torneos de $75,000  |
| Torneos de $50,000  |
| Torneos de $25,000  |
| Torneos de $15,000  |
| Torneos de $10,000  |

| N.º | Fecha                   | Torneos                    | Superficie | Pareja            | Oponentes                                 | Resultado           |
| --- | ----------------------- | -------------------------- | ---------- | ----------------- | ----------------------------------------- | ------------------- |
| 1.  | 3 de agosto de 2005     | Wrexham, Reino Unido       | Dura       | Rebecca Llewellyn | Rushmi Chakravarthi Paula Marama          | 6-3, 7-5            |
| 2.  | 8 de noviembre de 2006  | Redbridge, Reino Unido     | Dura (i)   | Anna Hawkins      | Holly Richards Elizabeth Thomas           | 6-3, 6-3            |
| 3.  | 23 de agosto de 2007    | Cumberland, Reino Unido    | Dura       | Martina Babaková  | Anna Hawkins Karen Paterson               | 6-2, 6-3            |
| 4.  | 16 de enero de 2008     | Sunderland, Reino Unido    | Dura (i)   | Johanna Larsson   | Martina Babaková Iveta Gerlova            | 6-1, 3-6, [10-3]    |
| 5.  | 12 de febrero de 2008   | Estocolmo, Suecia          | Dura (i)   | Johanna Larsson   | Neda Kozic Ivana Lisjak                   | 6-0, 7-5            |
| 6.  | 23 de septiembre 200    | Shrewsbury, Reino Unido    | Dura (i)   | Johanna Larsson   | Sarah Borwell Courtney Nagle              | 7-6(6), 6-4         |
| 7.  | 7 de octubre de 2009    | Barnstaple, Reino Unido    | Dura (i)   | Johanna Larsson   | Kelly Anderson Emma Laine                 | 7-5, 6-4            |
| 8.  | 13 de enero de 2010     | Glasgow, Reino Unido       | Dura (i)   | Victoria Larrière | Nicole Clerico Liana-Gabriela Ungur       | 6-4, 6-4            |
| 9.  | 25 de marzo de 2010     | Jersey, Reino Unido        | Dura (i)   | Maret Ani         | Jarmila Gajdosova Melanie South           | 7-5, 6-4            |
| 10. | 6 de julio de 2010      | Valladolid, España         | Dura       | Melanie Klaffner  | Year Campos-Molina Leticia Costas-Moreira | 6-3, 2-6, [10-7]    |
| 11. | 27 de julio de 2010     | Vigo, España               | Dura       | Anaïs Laurendon   | Sofia Kvatsabaia Justine Ozga             | 6-3, 6-1            |
| 12. | 1 de noviembre de 2010  | Nantes, Francia            | Dura (i)   | Anne Keothavong   | Mervana Jugić-Salkić Darija Jurak         | 5-7, 6-1, [10-6]    |
| 13. | 29 de julio de 2013     | Nottingham, Reino Unido    | Dura       | Melanie South     | Daneika Borthwick Anna Fitzpatrick        | 6-4, 6-2            |
| 14. | 9 de noviembre de 2013  | Loughborough, Reino Unido  | Dura (i)   | Jocelyn Rae       | Francesca Palmigiano Camilla Rosatello    | 6-0, 4-6, [10-3]    |
| 15. | 15 de noviembre de 2013 | Manchester, Reino Unido    | Dura (i)   | Jocelyn Rae       | Eva Wacanno Julia Wachaczyk               | 6-1, 6-4            |
| 16. | 13 de diciembre de 2013 | Navi Mumbai, India         | Dura       | Jocelyn Rae       | Oksana Kalashnikova Diāna Marcinkēviča    | 6-4, 7-6(5)         |
| 17. | 19 de enero de 2014     | Glasgow, Reino Unido       | Dura (i)   | Jocelyn Rae       | Martina Borecká Tereza Malíková           | 4-6, 6-2, [10-4]    |
| 18. | 26 de enero de 2014     | Sunderland, Reino Unido    | Dura (i)   | Jocelyn Rae       | Ágnes Bukta Viktoriya Tomova              | 6-1, 6-1            |
| 19. | 23 de febrero de 2014   | Nottingham, Reino Unido    | Dura (i)   | Jocelyn Rae       | Naomi Broady Renata Voráčová              | 7-6(6), 6-4         |
| 20. | 31 de marzo de 2014     | Edgbaston, Reino Unido     | Dura (i)   | Jocelyn Rae       | Magda Linette Amra Sadiković              | 3-6, 7-5, [10-4]    |
| 21. | 8 de junio de 2014      | Nottingham, Reino Unido    | Hierba     | Jocelyn Rae       | Sharon Fichman María Sánchez              | 7-6(5), 4-6, [10-5] |
| 22. | 26 de julio de 2014     | Lexington, Estados Unidos  | Dura       | Jocelyn Rae       | Shuko Aoyama Keri Wong                    | 6-4, 6-4            |
| 23. | 1 de febrero de 2015    | Sunderland, Reino Unido    | Dura (i)   | Jocelyn Rae       | Justyna Jegiołka Cornelia Lister          | 6-3, 6-1            |
| 24. | 4 de abril de 2015      | Croissy-Beaubourg, Francia | Dura (i)   | Jocelyn Rae       | Julie Coin Mathilde Johansson             | 7-6(5), 7-6(2)      |
| 25. | 2 de abril de 2016      | Croissy-Beaubourg, Francia | Dura (i)   | Jocelyn Rae       | Lenka Kunčíková Karolína Stuchlá          | 6-4, 6-1            |
| 26. | 3 de septiembre de 2016 | Guiyang, China             | Dura (i)   | Jocelyn Rae       | Wei Zhanlan Zhao Qianqian                 | 6-4, 3-6, [10-5]    |